# Joaquín Diego de Zúñiga
Joaquín Diego de Zúñiga (Madrid, 28 aprile 1715 – Madrid, 10 ottobre 1777) è stato un nobile spagnolo.

## Biografia
Era il figlio di Juan Manuel de Zúñiga, e della sua terza moglie, Rafaela Luisa de Castro.

## Carriera
Fu un Gentiluomo da camera di Ferdinando VI di Spagna, carica che mantenne fino alla morte del re.
Carlo III lo nominò mayordomo mayor del principe delle Asturie, il futuro Carlo IV.
Grazie alle sue doti imprenditoriali, la casa ducale esercitò il monopolio della produzione di tintura per stoffe colorate, con l'aiuto di maestri fiamminghi.
Alla morte del padre, avvenuta il 2 dicembre 1747, accettò la divisione dei beni con la sorella Ana María. Alla morte di sua zia Rosa María de las Nieves de Castro, avvenuta il 14 marzo 1772, ne ereditò i titoli e le proprietà.

## Matrimoni

### Primo Matrimonio
Suo padre combinò il matrimonio di suo figlio con la principessa Leopoldina Elisabetta Carlotta di Lorena-Marsan (2 ottobre 1716-8 ottobre 1759), figlia di Carlo Enrico di Lorena, Principe di Mortagne, nel gennaio 1733. Il matrimonio venne celebrato a Parigi il 1 marzo 1733. Non ebbero figli e il matrimonio è stato annullato nel 1757.

### Secondo Matrimonio
Sposò, il 7 gennaio 1761, Escolástica Gutiérrez de los Ríos, figlia di José Gutiérrez de los Ríos. Non ebbero figli.

## Morte
Morì il 10 ottobre 1777 a Madrid. Fu sepolto al Real Oratorio de San Felipe Neri, di cui era benefattore.